# Norddeutsche Landesbank

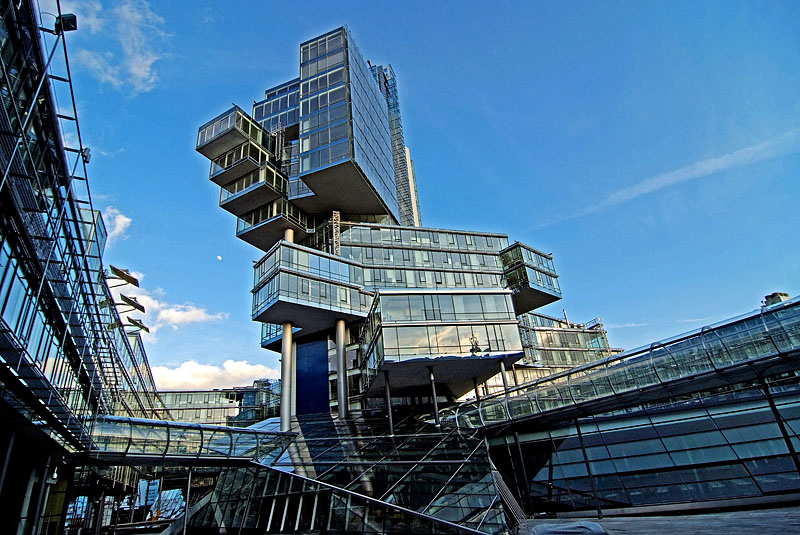
Le siège du groupe Nord/LB.

Norddeutsche Landesbank ou Nord/LB, est une banque allemande de type landesbank. Nord/LB possède une filiale, DnB Nord A/S, en parité avec la banque norvégienne DnB NOR. Le siège de la banque se trouve à Hanovre, le bâtiment a été conçu par Behnisch Architekten.